# Krahulčí

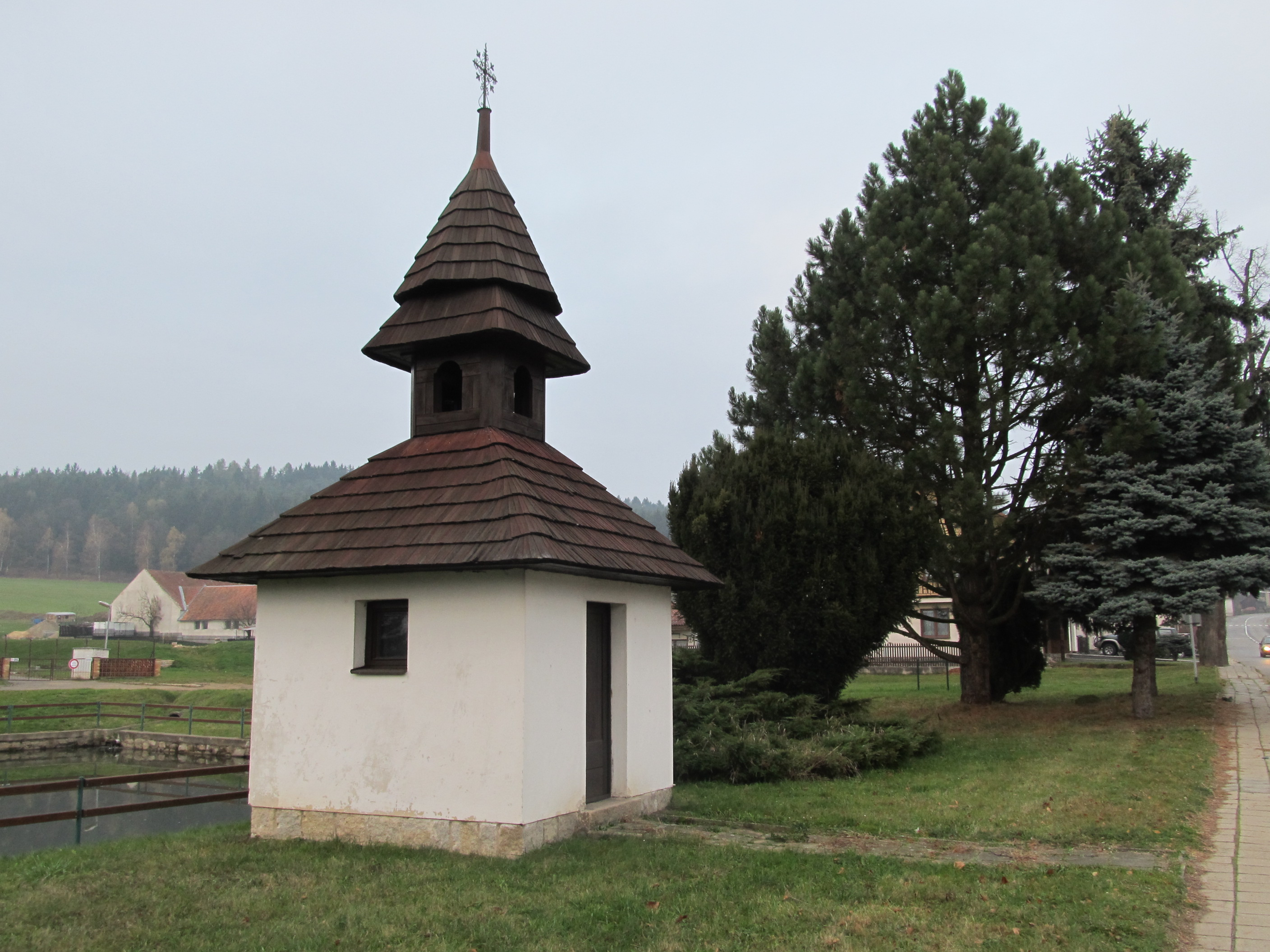
Glockenhäusel

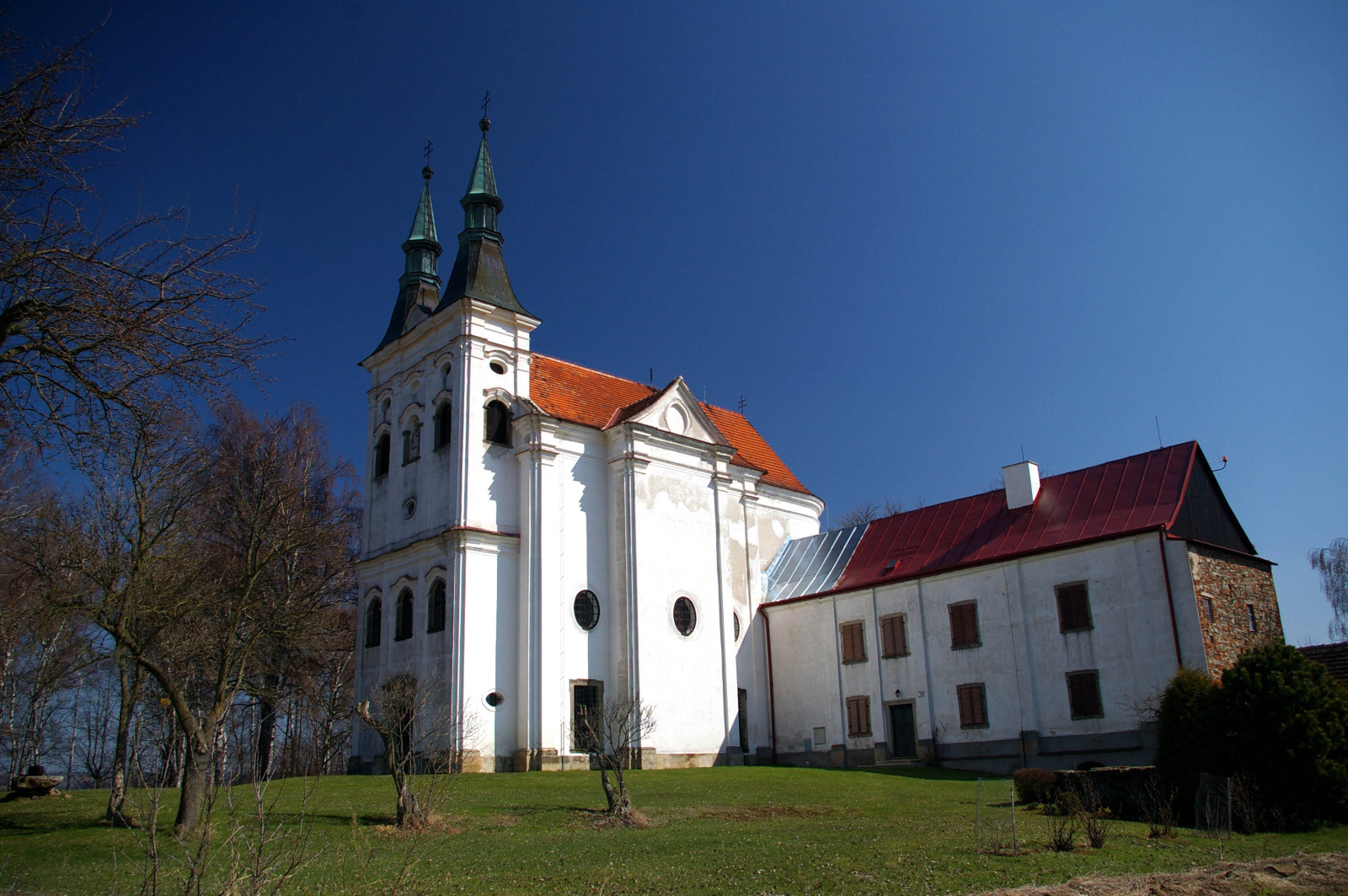
Wallfahrtskirche des hl. Johannes von Nepomuk

Krahulčí (deutsch Krahultschy, 1939–45 Krahuletsch) ist eine Gemeinde in Tschechien. Sie liegt drei Kilometer westlich von Telč (Teltsch) und gehört zum Okres Jihlava.

## Geographie
Das Reihendorf Krahulčí erstreckt sich in der Javořická vrchovina am Unterlauf des Baches Krahulčí potok bis zu dessen Einmündung in die Myslůvka. Südlich erheben sich die Pahorky (537 m n.m.), im Südwesten die Březová hora (592 m n.m.) und der Zdeňkov (671 m n.m.), westlich die Hora (593 m n.m.) sowie im Nordwesten die Javořice (837 m n.m.). Auf der Gemarkung liegen zahlreiche Teiche; die größten sind der Suchý rybník und der Valcha, die beide von der Myslůvka gespeist werden. Durch den Ort führt die Staatsstraße I/23 zwischen Telč und Mrákotín. Nordwestlich liegt die Burgruine Štamberk (Sternberg).
Nachbarorte sind Hostětice im Norden, Myslivna und Štěpnice im Nordosten, Telč im Osten, Zvolenovice und Radkov im Südosten, Horní Myslová im Süden, Borovná und Dobrá Voda im Südwesten, Mrákotín im Westen sowie Částkovice im Nordwesten.

## Geschichte
Die erste urkundliche Erwähnung von Krahuyczie erfolgte 1366, als Meinhard von Neuhaus die Herrschaft Teltsch mit der Stadt Teltsch und elf Dörfern seinen Neffen Heinrich und Henslin landtäflig überschrieb. 1385 wurde eine Mühle in Krahuyczie unter den Gütern der Burg Sternberg aufgeführt. 
Nach dem Tod des letzten männlichen Nachkommen der Herren von Neuhaus, Joachim Ulrich von Neuhaus, erbte dessen Besitzungen 1604 seine Tochter Lucie Ottilie, die seit 1602 mit Wilhelm Slawata verheiratet war. Seit 1670 ist der Ortsname Krahulčí nachweislich. In der zweiten Hälfte des 17. Jahrhunderts entstand unterhalb des Hammerteichdammes bei Gutwasser eine Wasserschmiede, die hauptsächlich für das Militär arbeitete. Nach dem Tod des letzten Grafen Slavata von Chlum und Koschumberg fiel Krahulčí als Teil der Herrschaft Teltsch 1702 an Franz Anton von Liechtenstein-Kastelkorn, dessen gleichnamiger Enkel die Herrschaft 1754 an Alois Podstatský von Prusinowitz vererbte. Anstelle der Wasserschmiede entstand im 18. Jahrhundert eine Papiermühle. Im Jahre 1791 lebten in den 26 Häusern von Krahuletz bzw. Krahulcží 190 Personen. Zum Dorf gehörten 250 Joch Ackerland sowie geringe Wiesen und Waldflächen. An der bedeutenden Handelsstraße von Brünn nach Neuhaus befand sich am nördlichen Ortsrand ein Ausspann.
Im Jahre 1835 bestand das im Iglauer Kreis an der Straße von Teltsch nach Studein gelegene Dorf Krahultsch bzw. Krahulčy, früher auch Krahnice genannt, aus 28 Häusern mit 202 mährischsprachigen und katholischen Einwohnern. Im Ort gab es eine exkurrende Schule, in der auch die Kinder aus Hostietitz unterrichtet wurden; außerhalb – auf halbem Wege nach Teltsch – stand die Kirche des hl. Johannes von Nepomuk. Ein Teil der Bewohner arbeitete in der k.k. priv. Teltscher Feintuchfabrik N. Biedermann, die in Krahultsch auf einer früheren Mühlstatt ein dreistöckiges, mit Dampf beheiztes Werkhaus besaß. Oberhalb des Ortes betrieb die Teltscher Tuchmacherzunft an der Myslůvka eine Tuchwalke, neben der am Teich Valcha eine Brettsäge stand. Unterhalb des Dorfes befand sich eine zweigängige Mühle an der Myslůvka. Pfarrort war Teltsch. Bis zur Mitte des 19. Jahrhunderts blieb das Dorf der Fideikommissherrschaft Teltsch untertänig, Besitzer waren die Grafen von Podstatzky-Liechtenstein.
Nach der Aufhebung der Patrimonialherrschaften bildete Krahulčí / Krahultsch ab 1849 eine Gemeinde im Gerichtsbezirk Teltsch. 1863 verlegte die Tuchfabrik Brüder Lanner ihren Sitz von Teltsch nach Krahulčí; sie war seinerzeit die einzige moderne Fabrik in der Gegend um Teltsch. Der Antrieb der Maschinen erfolgte sowohl über eine aus dem Teich Suchý rybník gespeiste Wasserturbine als auch über eine Dampfmaschine. Ab 1869 gehörte Krahulčí zum Bezirk Datschitz. Zu dieser Zeit hatte die Gemeinde 175 Einwohner und bestand aus 29 Häusern. Ab 1872 wurde Krahultschy als deutscher Ortsname verwendet. Der Ausspann war zum Ende des 19. Jahrhunderts ein beliebter Vergnügungsort der Teltscher Studenten. An Stelle der Tuchwalke entstand eine Stärkefabrik der Prager Firma Rudolf Pachr (RUPA). Im Jahre 1900 lebten in Krahulčí 224 Personen, 1910 waren es 225. Während des Ersten Weltkrieges produzierte die Tuchfabrik Brüder Lanner mit bis zu 300 Beschäftigten Uniformen. Nach dem Zusammenbruch der k.k. Monarchie wurde die Gemeinde 1918 Teil der neu gebildeten Tschechoslowakei. Das Unternehmen Brüder Lanner stellte den Betrieb ein.
Beim Zensus von 1921 lebten in den 36 Häusern der Gemeinde Krahulčí / Krahultschy 263 Personen, davon 261 Tschechen. 1928 erwarb der Selchwarenfabrikant Jan Satrapa aus Studená die ehemalige Tuchfabrik und errichtete darin eine Fabrik für Konservendosen, die unter dem Namen Feremba firmierte. Im Jahr darauf gründete Satrapa eine neue Selchwarenfabrik unter der Firmierung Akciová společnost pro průmysl masný a konservový v Krahulčí (Aktiengesellschaft für Fleischindustrie und Konserven in Krahulčí). Die Konservendosenproduktion verlegte er nach Rozkoš bei Střížovice. Im Jahre 1930 bestand die Gemeinde Krahulčí aus 42 Häusern und hatte 313 Einwohner. Zwischen 1939 und 1945 war die Gemeinde Teil des Protektorats Böhmen und Mähren, in dieser Zeit wurde der deutsche Name in Krahuletsch abgeändert. Nach dem Ende des Zweiten Weltkrieges wurde Krahulčí wieder Teil der Tschechoslowakei. 1949 erfolgte die Umgliederung in den Okres Třešť. Im Jahre 1950 lebten in den 63 Häusern von Krahulčí 376 Personen. Seit 1961 gehört Krahulčí zum Okres Jihlava. Im Jahre 1970 hatte Krahulčí 386 Einwohner. Im Jahre 1991 lebten in den 117 Wohnhäusern von Krahulčí 513 Personen. Beim Zensus von 2011 bestand die Gemeinde aus 176 Häusern und hatte 652 Einwohner. Das Fleischwerk Krahulík - Masozávod Krahulčí a.s. ist der größte Arbeitgeber in der Region Telč.

## Gemeindegliederung
Für die Gemeinde Krahulčí sind keine Ortsteile ausgewiesen. Zu Krahulčí gehören die Siedlung Rafanda sowie die Einschichten Papírna (Papiermühle), Trnkův Mlýn und Valcha. Das Gemeindegebiet bildet den Katastralbezirk Krahulčí u Telče.

## Sehenswürdigkeiten
- Barocke Wallfahrtskirche des hl. Johannes von Nepomuk mit unvollendetem Franziskanerkloster, auf der Anhöhe zwischen Krahulčí und Telč. Sie wurde zwischen 1726 und 1728 errichtet und war die erste Johannes von Nepomuk gewidmete Kirche im gesamten Königreich Böhmen. Nach dem Brand von 1830 wurde die Mittelkuppel nicht wiederhergestellt. 1934 brannte die Kirche erneut nach einem Blitzschlag aus.
- Glockenhäusel, im Ortszentrum
- Bildstock, am Abzweig im nördlichen Teil des Dorfes
- Mehrere steinerne Wegkreuze
- Denkmal für die Opfer des Zweiten Weltkrieges
- Haus Nr. 1, ehemalige Ausspanne, ältestes Haus des Dorfes